# Lophocolea flavescens
Lophocolea flavescens là một loài Rêu trong họ Lophocoleaceae. Loài này được Stephani mô tả khoa học đầu tiên..